# NGC 4196
NGC 4196 (również PGC 39098 lub UGC 7245) – galaktyka soczewkowata (S0), znajdująca się w gwiazdozbiorze Warkocza Bereniki. Odkrył ją William Herschel 11 kwietnia 1785 roku.